# 맹성웅
맹성웅(孟成雄, 1998년 2월 4일 ~ )은 대한민국의 축구 선수로, 포지션은 중앙 미드필더, 수비형 미드필더이며, 전북 현대 모터스 소속으로 현재 김천 상무로 군 복무 중이다.

## 유소년 경력
경상북도 영주시 출생으로 영주남부초등학교, 풍기초등학교에서부터 축구를 시작해 서울잠원초등학교, 보인중학교를 거쳐 배재고등학교와 영남대학교를 걸쳤다.

## 클럽팀 경력
2019 시즌을 앞두고 영남대학교를 중퇴한 뒤 K리그2의 FC 안양에 입단했다. 입단 첫 해 리그 26경기에 출전하여 안양의 창단 첫 플레이오프 진출에 핵심적인 역할을 수행했다.
2022 시즌을 앞두고 전북 현대 모터스에 입단했다.

## 국가대표팀 경력
FC 안양에서의 기량을 인정받은 맹성웅은 2019년 6월 대한민국 U-23 축구 국가대표팀에 처음으로 발탁되었고 이후 2020년 하계 올림픽 축구 아시아 지역 예선을 겸한 2020년 AFC U-23 챔피언십에 출전하여 팀의 사상 첫 AFC U-23 대회 우승 및 통산 9회 연속 올림픽 본선 진출에 일조하며 대한민국 U-23 대표팀의 핵심 멤버로 자리를 잡았다.

## 수상

### 팀
- AFC U-23 챔피언십 우승: 2020
- FA컵 우승: 2022